# راپالی
راپالی (به انگلیسی: Repalle) یک منطقهٔ مسکونی در هند است که در Repalle mandal واقع شده‌است. راپالی ۱۰٫۹۷ کیلومتر مربع مساحت و ۵۰٬۸۶۶ نفر جمعیت دارد و ۱۰ متر بالاتر از سطح دریا واقع شده‌است.